# Lathrobium abruptum
Lathrobium abruptum (лат.) — вид коротконадкрылых жуков рода Lathrobium из подсемейства Paederinae (Staphylinidae). Непал.

## Распространение и экология
Западный Непал (район Суркхет, провинция Бхери). Встречаются на высотах около 2000 м.

## Описание
Коротконадкрылые жуки мелких размеров, бескрылые. Длина тела около 5 мм (4,7—5,5 мм). Окраска: переднеспинка красноватая до темно-рыжего; брюшко красноватое до темно-коричневого; ноги и усики красноватые. Глаза мелкие, состоят примерно из 10 омматидиев, примерно на одну пятую часть длины постокулярной области в дорсальном виде. Антенна длиной около 1,3 мм. Пронотум узкий, в 1,22—1,30 раза длиннее своей ширины и примерно такой же ширины, как голова или немного шире; пунктировка такая же, как на голове; срединная линия широко импунктирована; промежутки без микроскульптуры. Надкрылья довольно широкие и примерно в 0,6 раза длиннее переднеспинки; пунктировка мелкая и редкая; промежутки без отчетливой микроскульптуры. Задние крылья полностью редуцированы. Протарсомеры I—IV со слабо выраженным половым диморфизмом. Брюшко лишь немного шире надкрылий; пунктировка довольно крупная и не очень плотная; промежутки с неглубокой микроскульптурой. На основании половых признаков самцов (хаетотаксия VII стернита самца; форма VIII стернита самца; стреловидный вентральный отросток эдеагуса), L. abruptum, несомненно, относится к видовой группе L. pectinatum. Он отличается от других представителей этой группы, в частности, по форме и хаетотаксия.

## Таксономия и этимология
Вид был впервые описан в 2014 году немецким колеоптерологом Фолькером Ассингом (1956—2022; Ганновер, Германия). Видовой эпитет abruptum («резкий», латинское прилагательное) означает ссылку на резко суженный вентральный отросток эдеагуса.